# Âge de Vendel

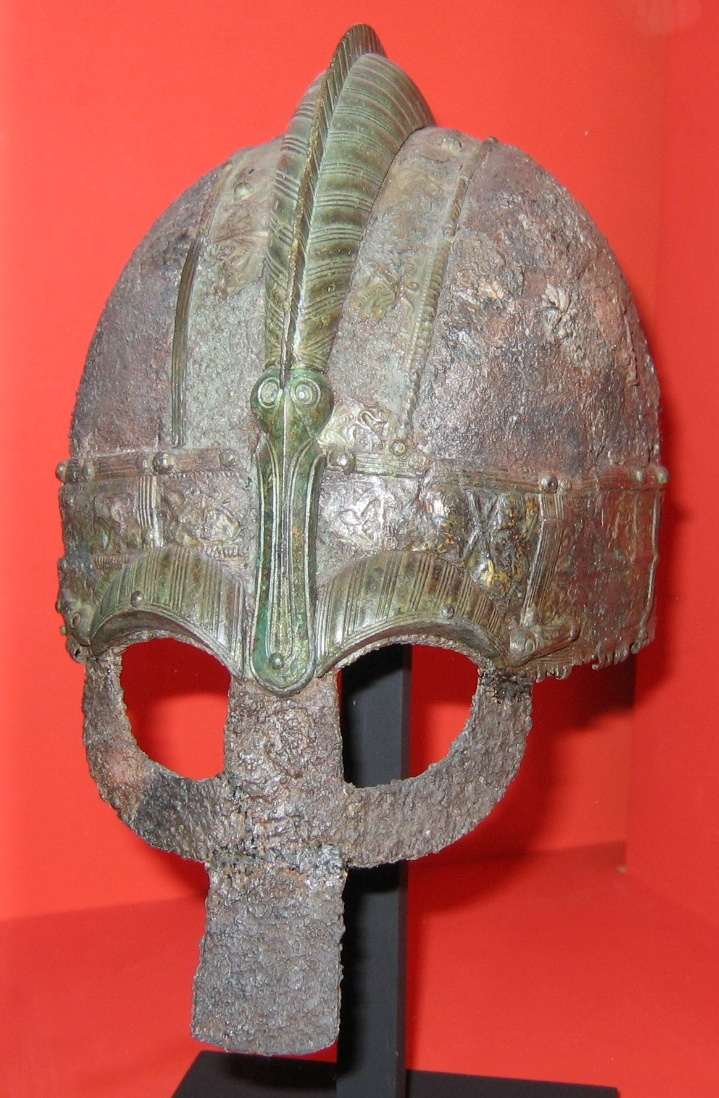
Casque scandinave daté de l'Âge de Vendel.

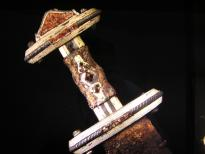
Poignée d'épée décorée trouvée à Valsgärde.

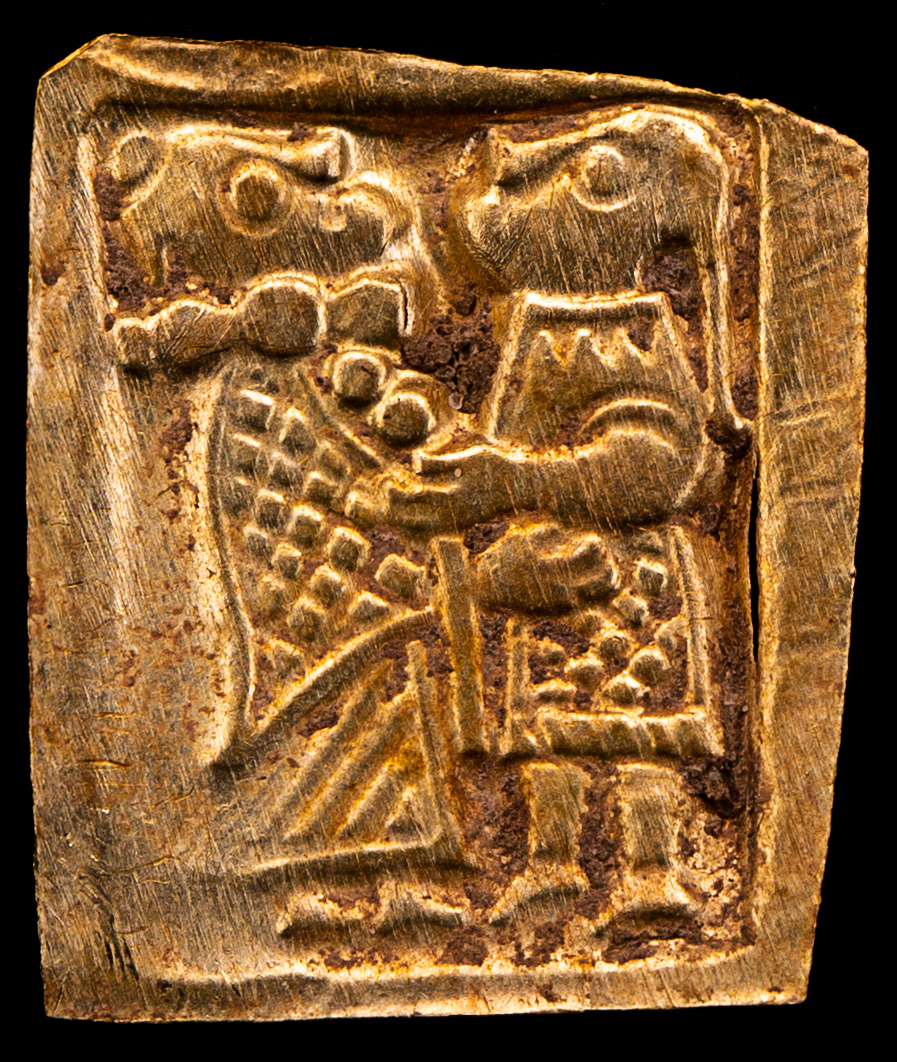
Figure en or de l'Âge de Vendel

Pour les articles homonymes, voir Vendel (homonymie).
L'Âge de Vendel est une époque de la Scandinavie médiévale. Il s'étend d'environ 540 à 793 apr. J.-C. et correspond à la période comprise entre la fin des Grandes invasions en Europe continentale et l'Âge des Vikings.

## Historiographie
L'Âge de Vendel a laissé très peu de traces écrites.
Son nom est issu de la paroisse de Vendel, située dans la province d'Uppland, en Suède, où d'importantes découvertes archéologiques ont été faites dans des tertres funéraires datés des Ve, VIe et VIIe siècles. L'autre site archéologique majeur de l'Âge de Vendel est situé à Valsgärde, près de Gamla Uppsala, en Suède.
L'Âge de Vendel est aussi appelé Âge mérovingien en Norvège.

## Description
Les sépultures de ces deux sites soulignent la richesse de familles aristocratiques puissantes contrôlant les flux commerciaux entre l'intérieur des terres et la mer Baltique, avec Gamla Uppsala comme point de rencontre.